# Gilbert Bécaud
Gilbert Bécaud (Toulon, 24 de outubro de 1927 – Paris, 18 de dezembro de 2001) foi um cantor, compositor e actor francês, conhecido como Monsieur 100 000 Volts pelos seus espectáculos cheios de energia.

## Discografia

### Álbuns

#### Álbuns de estúdio
- 1953 : Gilbert Bécaud et ses chansons
- 1954 : Young Man of Paris in Moods of Love (recorded in New York)
- 1955 : Récital N° 1 – Mes grands succès
- 1956 : Alors raconte
- 1958 : Salut les copains
- 1959 : Pilou... Pilou... hé
- 1961 : Tête de bois
- 1962 : Le Bateau blanc
- 1964 : Le Pianiste de Varsovie
- 1969 : L'Un d'entre eux inventa la mort
- 1972 : Gilbert raconte et Bécaud chante
- 1974 : Hier et aujourd'hui
- 1975 : Je t'aime mon frère
- 1976 : L'Amour c'est l'affaire des gens
- 1978 : C'est en septembre
- 1980 : Moi, je veux chanter
- 1981 : Bonjour la vie
- 1984 : On attend, on attend
- 1987 : Le Retour
- 1989 : Fais-moi signe
- 1993 : Une vie comme un roman
- 1996 : Ensemble
- 1999 : Faut faire avec

#### Álbuns ao vivo
- 1955–2002: 15 álbuns diferentes, todos ao vivo no Olympia

Mais raridades:
- 1957 : À l'Olympia – no 2
- 1971 : Récital du festival de l'Orphée d'or 71 (lançamento na Bulgária, com mais 4 faixas de Jennifer)
- 1978 : Au Québec – recital ao vivo do Grand Théâtre de Quebec
- 2013 : concertos não publicados 1956–1958

#### Óperas, comédias musicais, composições
- 1960 : L'Enfant à l’Étoile (cantata de Natal) (com a Orquestra Filarmônica e coro da ORTF)
- 1962 : L'Opéra d'Aran – (ópera em 2 atos, música de Bécaud. Mas ele não cantou nas faixas)
- 1965 : Concerto pour piano
- 1972 : La Répétition
- 1976 : Heureux comme un poisson dans l'eau (anúncio)
- 1986 : Roza (musical)
- 1992 : Aran Opéra (CD duplo na RCA / BMG, gravado ao vivo em 1966, cantado por Bécaud)

#### Trilhas sonoras
- 1971 : La Maison sous les arbres (instrumental)
- 2007 : Roman de gare

#### Compilações
- 1959 : Croquemitoufle (compilação 1953–1958)
- 1988 : Bécaulogie (9 CD collection)
- 1997 : Bécolympia (2 CDs, 38 faixas ao vivo, 1955–1983)
  - 2003: Bécolympia (relançado com ordem diferente de lista de faixas e mais 1 bônus)
- 2002 : 50 Ans en Chansons (caixa longa com 3 CDs, muitos materiais não lançados)
- 2004 : 100 Chansons d'or (4 CDs, com 6 faixas inéditas)
- 2009 : Best of (3 CDs, 49 faixas)
- 2011 : Best of Eternel (2 CDs, 46 faixas remasterizadas)
- 2011: Anthologie Gilbert Becaud 1953–1959 (editado por Frémeaux & Associés - 2 CDs, 36 faixas escolhidas por André Bernard)
- 2011: Essentiel (caixa de 12 CDs, 9 álbuns de estúdio remasterizados, mais os melhores singles + 2 CDs ao vivo (Best of Olympia 1955–1983) + 1 CD de faixas bônus + livreto de 64 páginas de texto e fotos raras)
- 2012: CD Best of 3 (ao vivo no l'Olympia + o álbum Une vie comme un roman + partes do álbum Ensemble e Fais-moi signer + 3 faixas bônus em alemão, lançamento da Sony Music)
- 2012: 100 Chansons (4 CDs, com 8 faixas inéditas de um show no L'Olympia em 1960)

### Singles
Músicas e composições emblemáticas:

#### Decada de 1950
- Mes mains
- Les Croix
- Mé qué mé qué
- Je t'appartiens
- Les Marchés de Provence
- Le jour où la pluie viendra
- La Ballade des baladins
- Salut les copains

#### Decada de 1960
- Et maintenant
- (Âge tendre et) Tête de bois
- Dimanche à Orly
- Quand Jules est au violon
- Nathalie
- L'Orange
- Quand il est mort le poète
- L'Important c'est la rose
- Je reviens te chercher

#### Decada de 1970
- C'est en septembre
- La Solitude ça n'existe pas
- L'Indifférence
- Un peu d'amour et d'amitié

#### Decada de 1980
- Désirée
- L'Amour est mort
- Faut faire avec

### Versões internacionais / locais
- 1955: "Je t'appartiens" / "Let It Be Me" (Pierre Delanoë – Gilbert Bécaud)
- 1957: "Le Jour où la pluie viendra" / "The Day the Rains Came" (Pierre Delanoë – Gilbert Bécaud)
- 1961: "Et maintenant" / "What Now My Love" (Pierre Delanoë – Gilbert Bécaud – Elvis Presley)
- 1966: "Seul sur son étoile" / "It Must Be Him" (Maurice Vidalin – Gilbert Bécaud)
- 1966: "Plein soleil" / "Sand and Sea" (Maurice Vidalin – Gibert Bécaud)
- 1972: "Un peu d'amour et d'amitié" / "A Little Love and Understanding" (Louis Amade – Gilbert Bécaud)
- 1979: "C'est en septembre" / "September Morn" (Neil Diamond – Gilbert Bécaud)

## Filmografia
- 1953: Boum sur Paris como ele mesmo
- 1956: The Country I Come From como Eric Perceval / Julien Barrère
- 1957: Casino de Paris como Jacques Merval
- 1959: Croquemitoufle como Bernard Villiers
- 1960: In 80 Takten um die Welt
- 1962: Girl on the Road como piloto da Air France
- 1973: Un homme libre como Henri Lefèvre
- 1995: Navarro as Sarkis